# 125-й танковый полк 202-й моторизованной дивизии
125-й отдельный танковый полк, он же с 21 ноября 1941 по 13 декабря 1941 года 125-й стрелковый полк 28-й танковой дивизии  — воинская часть вооружённых сил СССР в Великой Отечественной войне.

## История
Полк сформирован в феврале 1941 года на базе 10-й танковой бригады в составе 202-й моторизованной дивизии. Состоял из четырёх батальонов. Первые три были пешими и только 4-й был вооружён танками Т-26: на 22 июня 1941 года в полку имелось 63 Т-26, 6 «Виккерс» и 1 Т-26 тягач. Вероятно, что личным составом полк был укомплектован непосредственно перед войной.
На 18 июня 1941 года дислоцировался в Радвилишкисе, в ночь на 19 июня выступил в марш к району развёртывания, и к 22 июня 1941 года вышел в районе Кельме.
В составе действующей армии с 22 июня 1941 года по 21 ноября 1941 года как танковый, и с 21 ноября 1941 по 13 декабря 1941 года как стрелковый полк.
В первый же день войны вступил в бои у Кряжай, ведёт особенно тяжёлые бои вдоль шоссе на Шяуляй вместе с 9-й артиллерийской бригадой отражает атаки передовых частей 41-го моторизованного корпуса (3-я моторизованная дивизия, 8-я танковая дивизия) и удерживает позиции до 25 июня 1941 года. С этого дня полк отходит на рубеж реки Вента, прикрывая отход соединений 11-го стрелкового корпуса, а затем и на северный берег реки Западная Двина.
29 июня 1941 года полк сосредоточился в районе Крустпилса, не успев развернуться и 30 июня 1941 года 36-я моторизованная дивизия, форсировав Западную Двину, прорвала оборону 202-й дивизии, создала плацдарм. В том числе, силами полка 30 июня и 1 июля 1941 года предпринимались попытки ликвидации этого плацдарма, но задача выполнена не была. С 1 июля 1941 года вражеские войска постепенно наступали, полк в составе дивизии удерживал в течение двух дней позиции у Гулбене, но вынужден был их оставить и затем отходить по маршруту Остров-Порхов-Дно.
На 4 июля 1941 года обороняет участок станции Тырза, к 5 июля 1941 года отступил и сосредоточился в районе Подлипье, Языкова, Большая Кебь. К 10 июля 1941 года полк потерял большинство своих танков (от огня противника - 15, по техническим причинам - 30, пропало без вести - 12, передано в  1-й МК - 1). На 1 августа в нем числилось 5 Т-26 и 2 Виккерса.
"11.7.41г. По приказу штадива сосредоточились в районе НОВГОРОД /Н. Мельница/.
12.7.41г. Приказом 12МК вышли из подчинения 202 МД и прибыли в новый район формирования дер.НИЛЬСКО, 8км южн. пос. ПРОЛЕТАРИЙ.
За период с 13.7.41г. по 1.8.41г. проводились регулярные занятия по боевой и политической подготовке. Отработана 3-я задача АБТ КОП- 38."
22 августа 1941 года вошёл в состав 28-й танковой дивизии. Ведёт бои под Новгородом в течение августа 1941 года, к концу августа 1941 года переброшен в район Демянска. 21 сентября 1941 года выведен в тыл для переформирования, личный состав полка отправлен в другие подразделения. В начале ноября 1941 года занял позиции на подходе к Валдайским высотам уже как стрелковый полк, в декабре 1941 года стал стрелковым полком 241-й стрелковой дивизии, в которую была переформирована 28-я танковая дивизия

## Подчинение
| Дата            | Фронт (округ)         | Армия                                     | Корпус                       | Дивизия                      | Бригада | Примечания                                                              |
| --------------- | --------------------- | ----------------------------------------- | ---------------------------- | ---------------------------- | ------- | ----------------------------------------------------------------------- |
| 22.06.1941 года | Северо-Западный фронт | 8-я армия                                 | 12-й механизированный корпус | 202-я моторизованная дивизия | -       | -                                                                       |
| 01.07.1941 года | Северо-Западный фронт | -                                         | 12-й механизированный корпус | 202-я моторизованная дивизия | -       | -                                                                       |
| 10.07.1941 года | Северо-Западный фронт | 8-я армия                                 | 12-й механизированный корпус | 202-я моторизованная дивизия | -       | -                                                                       |
| 01.08.1941 года | Северо-Западный фронт | 8-я армия                                 | 12-й механизированный корпус | -                            | -       | -                                                                       |
| 01.09.1941 года | Северо-Западный фронт | Новгородская армейская оперативная группа | -                            | 28-я танковая дивизия        | -       | -                                                                       |
| 01.10.1941 года | Северо-Западный фронт | 27-я армия                                | -                            | 28-я танковая дивизия        | -       | -                                                                       |
| 01.11.1941 года | -                     | -                                         | -                            | -                            | -       | точных данных нет                                                       |
| 01.12.1941 года | Северо-Западный фронт | 27-я армия                                | -                            | 241-я стрелковая дивизия     | -       | строго говоря, 28-я танковая стала 241-й стрелковой дивизией 13 декабря |

## Командиры
- Блынский, Семён Максимович, полковник
- Куров, Иван Николаевич, майор

## Отличившиеся воины полка
| Награда | Ф.И.О.                              | Должность     | Звание           | Дата награждения | Примечания                                                                                               |
| ------- | ----------------------------------- | ------------- | ---------------- | ---------------- | --- |
|         | Панкратов, Александр Константинович | политрук роты | младший политрук | 16.03.1942       | Посмертно, первый в РККА (24.08.1941) закрыл телом амбразуру пулемёта, что подтверждается документально. |